# إداناتي الستة (فلم)
إداناتي الستة (بالإنجليزية: My Six Convicts) فيلم أمريكي صدر عام 1952، من إخراج هوغو فريغونيس ومُقتبس من كتاب «إداناتي الستة: ثلاث سنوات في قاعدة فورت ليفنوورث العسكرية» للكاتب دونالد باول ويلسون.

## وصلات خارجية
- مقالات تستعمل روابط فنية بلا صلة مع ويكي بيانات